# Boussemghoun
Boussemghoun (en amazic: ⴱⵓⵙⵎⵖⵓⵏ, Bussemɣun) és un municipi de la província d'El Bayadh a Algèria.
Situada a la Serralada de Ksour, el municipi acull un antic alcàsser amazic, que es distingeix per la presència d'un annex de la Zàuiya de Tijàniyya, un lloc de pelegrinatge per als seguidors d'aquesta confraria.

## Toponímia
El ksar rep el nom del sant patró, Sidi Boussemghoun. És més conegut com a Ksar El-Asâad i ha tingut més noms: Oued El-Asnam o Oued Essafaih, en referència a les pedres amb què es va construir el jaciment.
El nom de Boussemghoun és Agharm, una paraula amazic testimoniada en alguns dialectes. El significat general de la paraula és 'aglomeració'.

## Geografia

### Situació
El territori del municipi de Boussemghoun es troba a l'oest de la <i>wilaya</i> d'El Bayadh, a 20 km al sud de Chellala, a 190 km al sud-oest d'El-Bayadh, i a 500 km al sud-oest d'Alger; a la Serralada de Ksour (Atles saharià), a la part occidental dels altiplans. El ksar està construït sobre un pujol entre el djebel Tanout i el Tameda.

### Pobles del municipi
El municipi de Boussemghoun el formen sis localitats: Boussemghoun, Ouled Abdelkrim, Ouled Ben Djelloul, Ouled Hadj Bahous, Ouled Sidi Ahmed Medjdoub i Semaghna.

### Clima
El clima a Boussemghoun és desèrtic. La classificació de Köppen el defineix com a clima àrid. La temperatura mitjana n'és de 17,5°C i la precipitació mitjana anual no supera els 200 mm. La zona es caracteritza per hiverns freds i estius calorosos i secs.
 

## Història

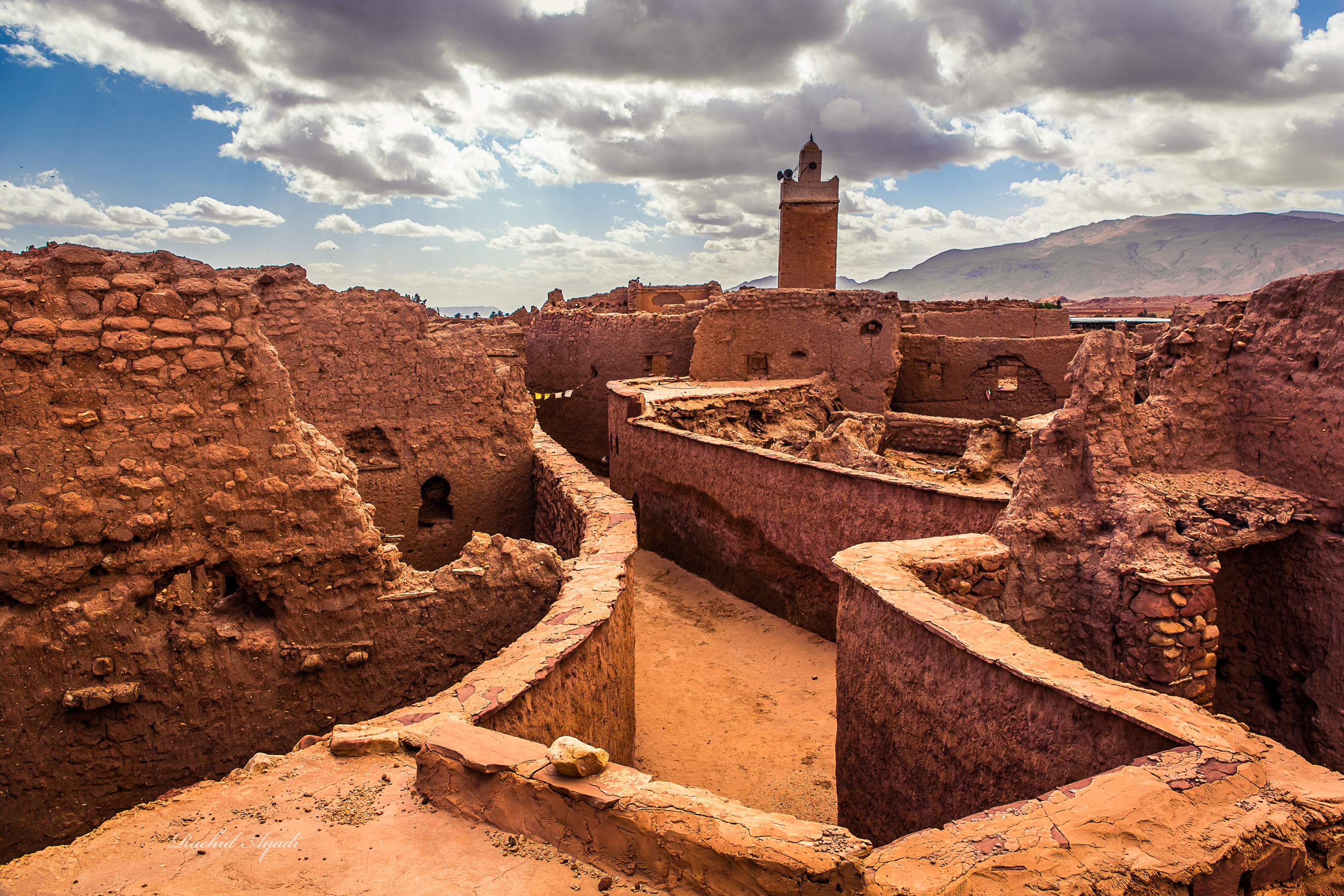
Ksar de Boussemghoun

Algunes fonts històriques indiquen que el ksar de Boussemghoun el van construir al segle III. Boussemghoun constava de set ksars, al llarg d'un uadi: At Moussa, At Ali, At Sidi Ahmed, At Slimane, At N'kiat, At Aïssa, del nom de les fraccions tribals que els habitaven, i Ighram, l'únic que n'ha sobreviscut.
A l'època medieval, alguns autors àrabs el van descriure: Ibn Hàwqal (segle X), Abu-Ubayd al-Bakrí (segle XI), L'Idrissí (segle XIII) i Ibn Khaldun (segle XIV). Segons Hamza Boubakeur, durant l'època ziànida, quan el xeic Sid Ahmad Majdūb es va establir a la rodalia d'Arbawet, Boussemghoun i tots els alcaids amazics de la zona encara professaven el kharigisme. L'home sant i els àrabs nòmades aliats amb la seua causa imposarien la doctrina malikista.
El 1956, durant l'època colonial francesa, Boussemghoun fou municipi. Des del 1959, depenia del districte d'Aïn Sefra. L'adscrigueren a la <i>wilaya</i> d'El Bayadh després de la divisió administrativa del 1984. Abans, depenia de la wilaya de Saïda.
Aquesta divisió administrativa fou impugnada pels habitants, perquè el municipi pertanyia a l'espai de Ksour, integrat a la wilaya de Naama.

## Demografia
Segons el cens de població del 2008, la del municipi de Boussemghoun es calcula en 3.795 habitants en comparança amb 2.480 del 1998.

## Patrimoni
Boussemghoun és conegut pels seus palmerars, el ksar i el conreu de magranes. El ksar ha estat classificat com a Patrimoni Cultural algerià.
El Ksar de Boussemghoun té arquitectura sahariana, amb organització dels carrerons, les entrades al ksar i a les cases, així com al pati central, Djemââ o Tadjmaât. L'antiga mesquita, situada al bell mig, data de l'inici de la conquesta musulmana, i també conté la Zàuiya de Tijàniyya, que atrau els deixebles d'aquesta confraria. Té tres portes: Bâb el Guebli, Bâb Nouaçi, Bâb Temadla.

La zona de Boussemghoun és rica en jaciments d'art rupestre, el de Nkhilat (literalment 'Les palmeretes') és el més important; té representacions d'animals.

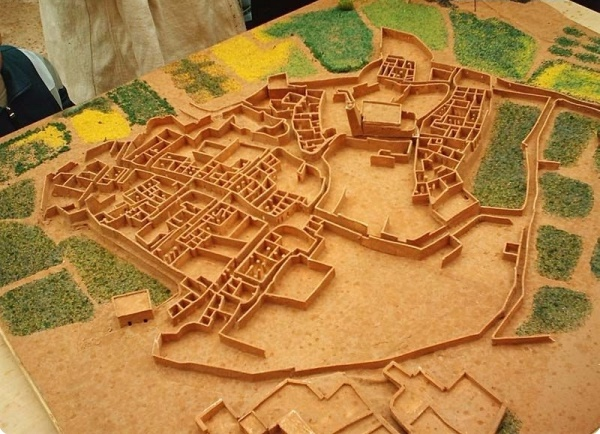
Maqueta en miniatura del ksar
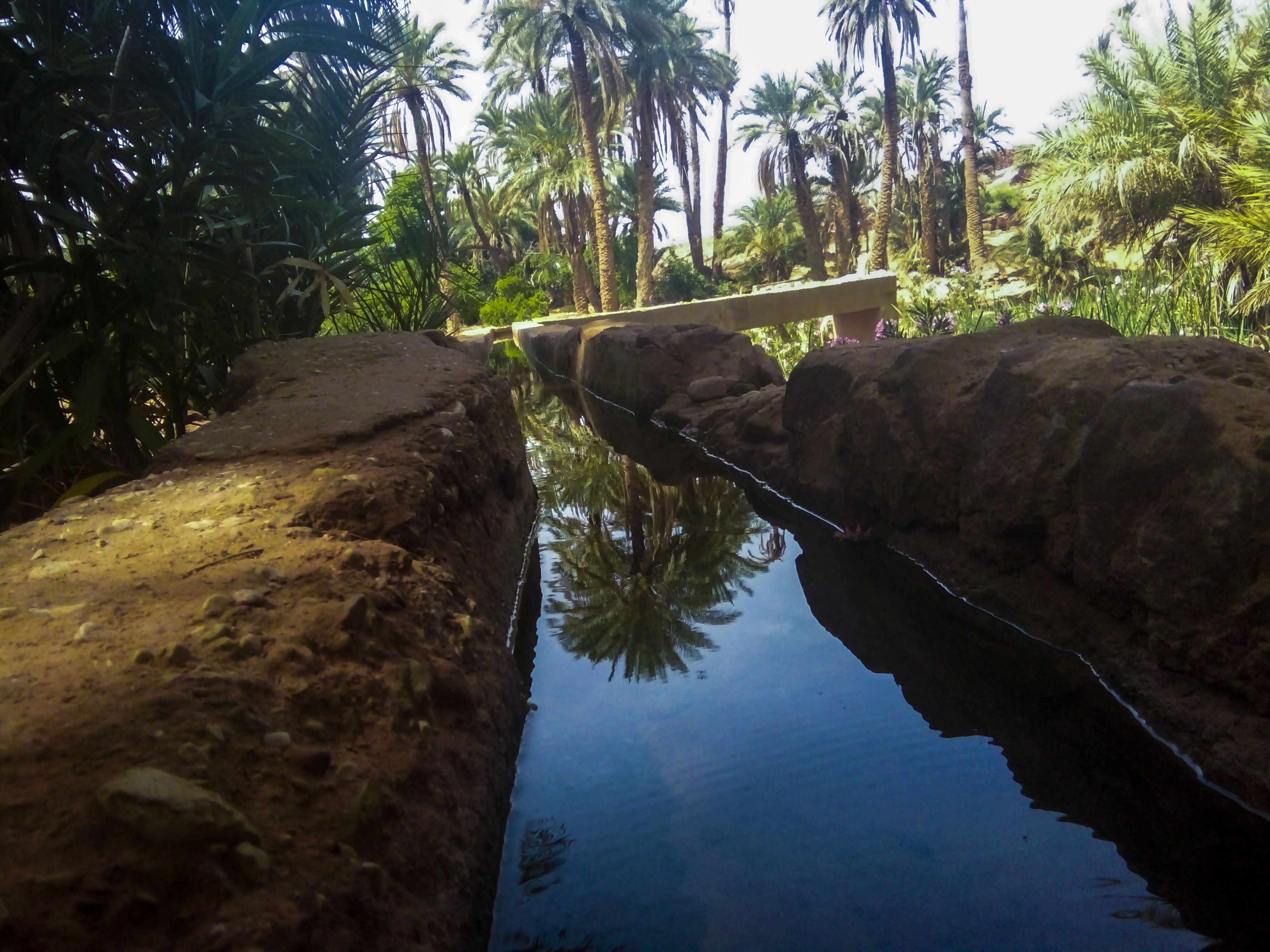
El palmerar
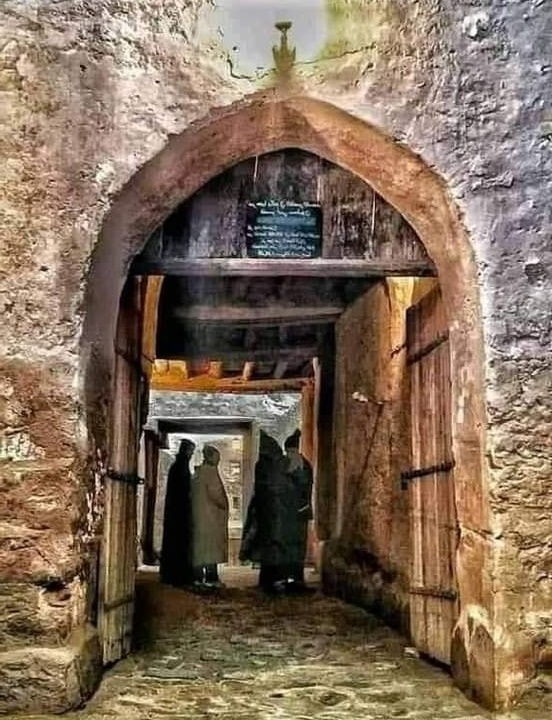
Porta del ksar
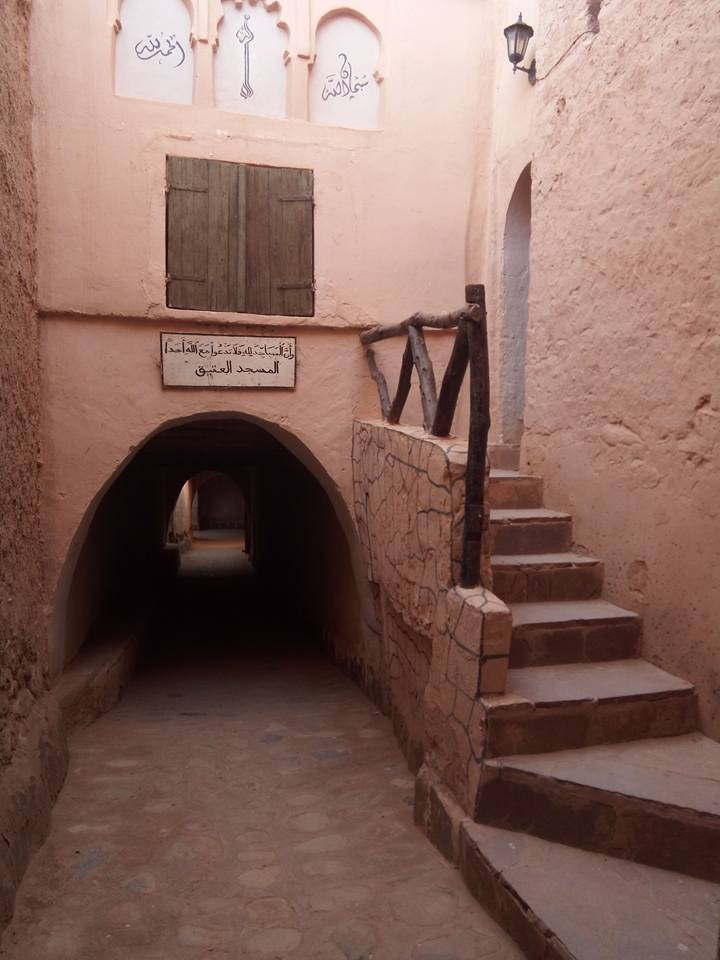
La vella mesquita
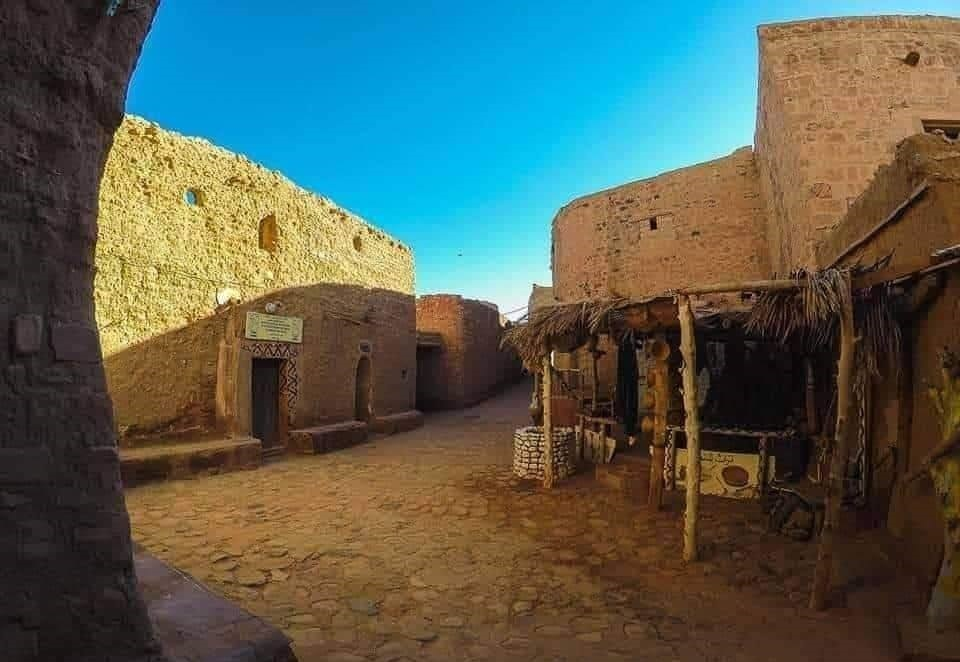
El lloc

## Cultura

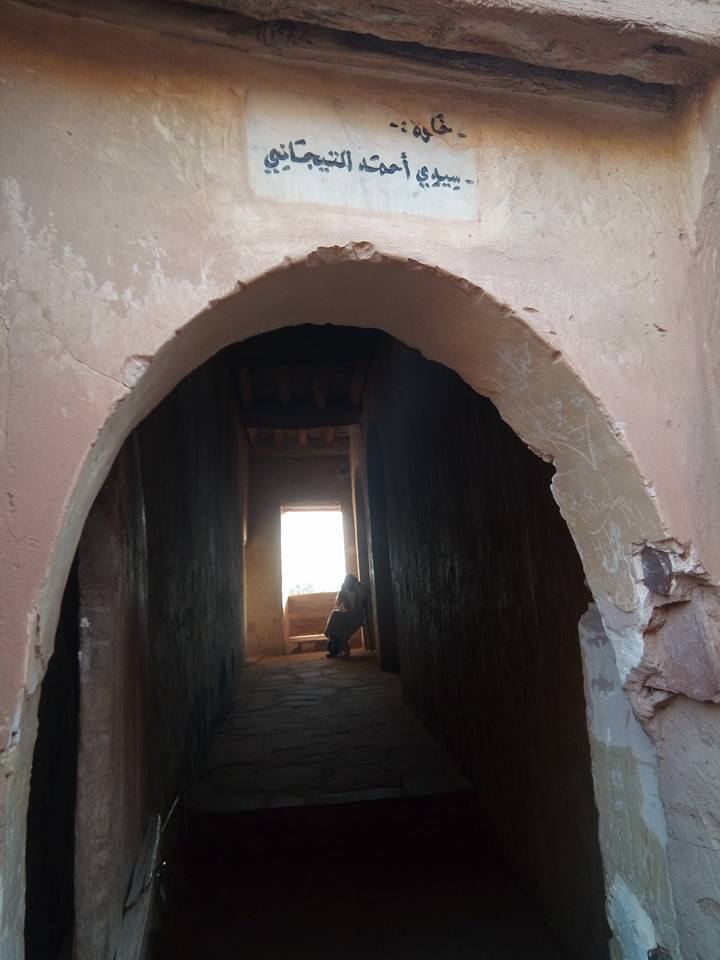
Annex de la Zàuiya Tijàniyya

El tijàniyyisme té els orígens al poble de Boussemghoun; de fet, segons els seguidors de la confraria sufí, Ahmed Tijani veié una aparició de Mahoma durant un retir espiritual en aquest poble.
La població de Boussemghoun és predominantment amazic; la variant seua pertany a tots els oasis amazics del sud d'Orà.
La societat autòctona manté moltes tradicions i costums, com ara les celebracions de casaments i la circumcisió, i  també tots els aspectes de les relacions socials i la solidaritat.
La ciutat obtingué el tercer lloc en la segona edició del "Premi Nacional Ciutat Verda".

## Economia
La ramaderia, l'agricultura i el turisme són les activitats més importants de la zona.